# 5-HT1A-Rezeptor
Der 5-HT1A-Rezeptor (Abk. 5-HT1A) ist ein Protein in der Zellmembran von Wirbeltier-Zellen, hauptsächlich im Gehirn, aber auch in peripheren Nervenzellen und in fetalem lymphatischen Gewebe. Der Rezeptor ist vor allem prä- und postsynaptisch lokalisiert und dient als Serotonin-Fühler im synaptischen Spalt. Agonisten an 5-HT1A haben potenziell angstlösende Wirkung. Der Rezeptor gehört zur Familie der Serotonin-Rezeptoren. Das zugehörige Gen heißt HTR1A und ist beim Menschen auf Chromosom 5 lokalisiert.

## Verbreitung
Der 5-HT1A-Rezeptor ist der am weitesten verbreitete Serotonin-Rezeptor. Man findet ihn in der Hirnrinde, dem Hippocampus, der Amygdala und in den Raphe-Kernen.

## Medizinische Bedeutung
Der 5-HT1A-Rezeptor ist Angriffspunkt bei der Behandlung von Angststörungen, Blutdruckproblemen, Psychosen und aggressiven Verhaltensstörungen. 
Wissenschaftler der Universität Peking stellten fest, dass eine C-1019G-Punktmutation im 5-HT1A-Gen die Wahrscheinlichkeit, in einer Beziehung zu sein, von 50,4 % auf 39,0 % reduziert. Erstmals konnte so ein direkter Einfluss genetischer Disposition auf die Entstehung von Beziehungen gezeigt werden, wenngleich die Mutation nur einen von vielen Faktoren darstellt.

## Signaltransduktion
Der Rezeptor ist an ein hemmendes G-Protein (Gi/Go) gekoppelt.
Die Bindung von Serotonin bewirkt eine Konzentrationsverminderung von intrazellulärem cyclischem Adenosinmonophosphat (cAMP) und dadurch zur Hemmung der Proteinkinase A, woraufhin schließlich die Offenwahrscheinlichkeit für Kaliumkanäle steigt. Außerdem werden über das Go-Protein die L-Typ-Calcium-Kanäle gehemmt. Diese beiden Mechanismen führen zu einer verminderten Freisetzung von Serotonin.

## Agonisten
Substanzen, die an den 5-HT1A-Rezeptor binden, sind beispielsweise: Cannabidiol (CBD), Ipsapiron, Gepiron, Buspiron, Urapidil, Tandospiron und 5-Hydroxytryptamin (= Serotonin, 5-HT).

## Antagonisten
Substanzen, die den 5-HT1A-Rezeptor blockieren, sind unter anderem: Propranolol und Dotarizin.

## Weblink
- Eintrag bei IUPHAR